# Haplopelma albostriatum
Haplopelma albostriatum é uma espécie de aranha pertencente à família Theraphosidae (tarântulas).